# Трусов, Александр Евдокимович
Александр Евдокимович Трусов (17 января 1888; Борисоглебск — 13 апреля 1919; Москва) — русский революционер, один из руководителей борьбы за Советскую власть в городе Астрахань. Член Коммунистической партии с 1904 года.

## Биография
Родился 17 января 1888 года в Борисоглебске, в семье печника.
По причине ранней смерти отца, Трусов получил только трехлетнее образование, после чего стал работать подмастерье, а затем конторщиком. В первую русскую революцию примкнул к рабочему движению, участвовал в дружине, после наступления периода реакции скрывался у сестры. По возвращении в Российскую империю Трусов устроился на работу табельщиком. За сбор средств на выпуск рабочих газет был арестован и выслан в город Елец. Подал ходатайство об изменении места высылки на Астрахань.
С декабря 1909 года Трусов был в Астрахани и работал в электромагазине. Вошёл в руководство общества трезвости. Организовывал забастовку бондарей и в конце 1911 года был подвергнут трёхмесячному аресту. В 1913 и 1914 годах подвергнут новым арестам. Затем выслан в Самару, где принимал участие в организации профсоюзов.
После Февральской революции 1917 года вернулся в Астрахань. Стал одним из основных левых ораторов на митингах. 17 мая 1917 года избран заместителем председателя Союза Союзов — объединения профсоюзов Астрахани. В июне 1917 года избран депутатом городской Думы, а 1 августа — руководителем местной организации РСДРП. С августа 1917 года начал выпускать газету «Астраханский рабочий», которая изначально обозначалась как социал-демократическая, а с сентября этого года начала являться как орган интернационалистов, и, только в октябре стала обозначаться как большевистская.
После Октябрьской революции, власть в Астрахани осуществляла «Комитет народной власти», представлявший собой широкую коалицию демократических партий и профсоюзов. Трусов стал одним из членов Комитета. В декабре 1917 года избран депутатом Учредительного Собрания, поэтому во время боёв за установление Советской власти в Астрахани, в январе 1918 года, находился в Петрограде. По возвращении Трусов был избран губернским народным комиссаром труда. Трусов был противником Брестского мира, а в апреле 1918 года сложил полномочия комиссара и вышел из местной организации РСДРП(б) вместе с группой активистов с большим дореволюционным стажем, раскритиковав её за колоссальное перерождение. В июне Трусов вернулся в состав партии и сыграл решающую роль во II съезде Советов Астраханского края, ознаменовавшим раскол с левыми эсерами и с распадом широкой левой коалиции, управлявшей губернией в предыдущие полгода. Между этим, Трусов поддерживал добрые отношения с левыми эсерами, максималистами и даже был поручителем знакомых ему по подпольной работе эсеров и меньшевиков перед ВЧК.
Вступил в конфликт с новым руководством губернии, после того как решением ЦК оно было сформировано из состава бежавших из Баку советских деятелей. Конфликт усугубился с прибытием в Астрахань XI Красной армии и формированием Военно-революционного комитета во главе с С. М. Кировым. В феврале 1919 года Трусов вновь возглавил астраханские профсоюзы. Председатель РВС XI Красной армии К. А. Механошин обвинил Трусова в меньшевизме, а 9 марта 1919 года произошло стихийное выступление части гарнизона и профсоюзов. Около двухсот астраханцев были расстреляны по приказу Г. А. Атарбекова  — нового руководителя губЧК, назначенного по протекции Кирова. Трусов сложил с себя полномочия руководителя профсоюзов и выехал в Москву, но по дороге заболел тифом и скончался 13 апреля 1919 года в Москве.
Смерть Трусова сопровождалась крайне негативными некрологами в местной прессе, фактически подчиненной Кирову, но его похороны в Астрахани сопровождались массовой демонстрацией астраханцев. В 1924 году именем Трусова был назван правобережный район города, в его честь переименована одна из центральных улиц Астрахани — Эспланадная (ныне прежнее название улице возвращено), а также один из посёлков Наримановского района.